# Helsingborgs centralstation
Helsingborg Centralstation (forkortet Helsingborg C) er en underjordisk, svensk jernbanestation i Helsingborg. Den er placeret nær Helsingborg færgeterminal, hvorfra der sejler færger til Helsingør i Danmark. Sammen med færgeterminalen og busstationen udgør den trafikcentret Knutpunkten.

## Trafik
Fra Helsingborg C kører der Pågatåg mod Hässleholm via Åstorp, Ängelholm via Ödåkra, Malmö via Landskrona og Malmö via Teckomatorp. Fra Helsingborg C kører der endvidere Øresundstog mod bl.a. Göteborg, Halmstad, Ängelholm, Landskrona, Malmö, Københavns lufthavn og videre til Østerport Station.
| Foregående station    |  | Veolia                 |  | Efterfølgende station   |
| --------------------- |  | ---------------------- |  | ----------------------- |
| Ramlösamod Malmö C    |  | ÖresundstågHelsingborg |  | Endestation             |
| Landskronamod Malmö C |  | ÖresundstågGöteborg    |  | Ängelholmmod Göteborg C |

| Jernbane | Spire Denne jernbaneartikel er en spire som bør udbygges. Du er velkommen til at hjælpe Wikipedia ved at udvide den. |

56°02′40″N 12°41′40″Ø / 56.04439°N 12.69444°Ø